# 中国国鉄前進型蒸気機関車
前進型蒸気機関車（ぜんしんがたじょうききかんしゃ）は中華人民共和国鉄道部（中国国鉄）の貨物列車用テンダー式蒸気機関車である。

## 概要
逼迫した貨物需要の改善のためソ連から輸入したФД形蒸気機関車の標準軌形の友好型を参考に設計され、1956年9月に完成した、中国国内で生産された初の大出力機である。大連機車廠で5両生産された後、大同機車廠にて量産された。この他長春、牡丹江、瀋陽、唐山等各工廠で172両が生産されている。当初「和平型」 (HP) と呼ばれていたが、中ソ関係の悪化により文革時代に「反帝型」 (FD) と改称され、文革終了後に現在の「前進型」に落ち着いた。1988年7207号機の出場をもって生産停止され、計4708両が生産された。
なお、QJとは「前進」の中国語読みをローマ字表記した「QIAN JIN」の略。

## 特徴
設計の際、ローラーベアリング、自動給炭装置、鋳鋼製シリンダー、密閉式キャブ、混合式給水暖め器、動力火格子、ブロワー等新しい技術が採用され、他国の蒸気機関車と同等の技術レベルとなった。車軸配置は1E1のサンタフェ形で、最高速度は80km/hである。動輪周馬力が高く、牽引性能が良く、石炭と水の消費が少なく、また乗務員の労働条件の緩和にも寄与した。しかしながら既に本線上での運用は無く後数年で全車除籍となりディーゼル機関車に取って代わられると思われる。

## 改造
1964年に大同機車廠がボイラーを改良し、燃焼室を追加、中心高を80mm，煙管の長さを5350mmに短縮し、通風装置を改良したところ、エネルギー効率が8.42%となったため、量産型に反映された。
1986年9月に大同機車廠が前進型を石炭ガスを燃料とした試作車を製作した。試運転初期の発表によると燃料のガスは完全燃焼し石炭の節約になる他、環境汚染も少なく乗務員の労働条件の軽減されるとされている。しかし技術上の問題を解決するには至らず、営業運転に使用されなかった。機関車部分は解体されてしまったが、炭水車は今も保存されている。
1980年代半ばからは南アフリカ国鉄26型蒸気機関車で重要な役割を担ったデービッド・ウォーデールの協力を受け、ガス化燃焼システム（GPCS: Gas Produce Combustion System）を前進型に搭載した。保守面と技術的な問題に加え、ディーゼルと電気を主力とする方針に移行したため開発は中止された。

## 保存車両
製造数が多い事と近年まで生産されていたことから、アメリカで保存された6988号機、7081号機をはじめ多数が保存されている。
- QJ0001 - 北京市「中国鉄道博物館」
- QJ0004 - 同上
- QJ101  - 同上
- QJ1316 - 遼寧省瀋陽市「瀋陽蒸汽機車博物館」
- QJ1997 - 山西省大同市「大同蒸汽機車陳列館」

等多数。

### 保存されたが後年解体されたもの
- QJ6200 - 兵庫県相生市相生中央公園（2006年解体）

| 横浜桜木町駅前にて開催された中国鉄道博で動展示されたQJ6200 （1982年8月21日） |  | 横浜桜木町駅前にて開催された中国鉄道博で動展示されたQJ6200 （1982年8月21日） |
| 横浜桜木町駅前にて開催された中国鉄道博で動展示されたQJ6200 （1982年8月21日） |  |                                                                              |

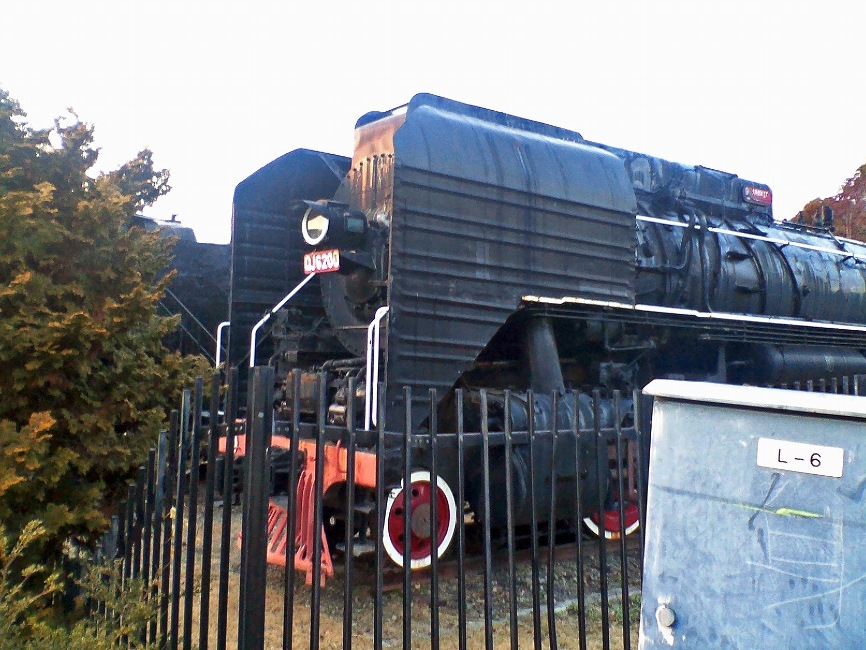
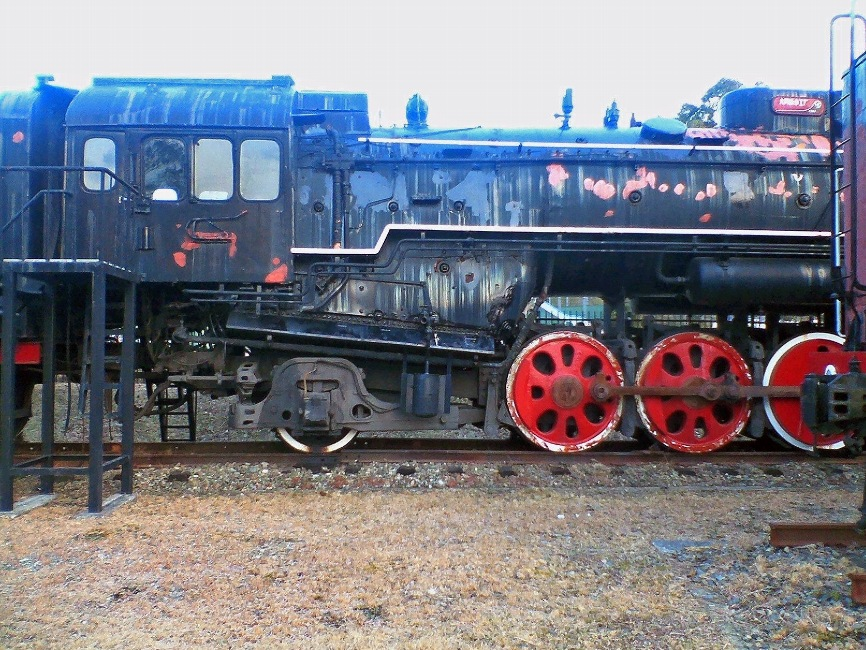
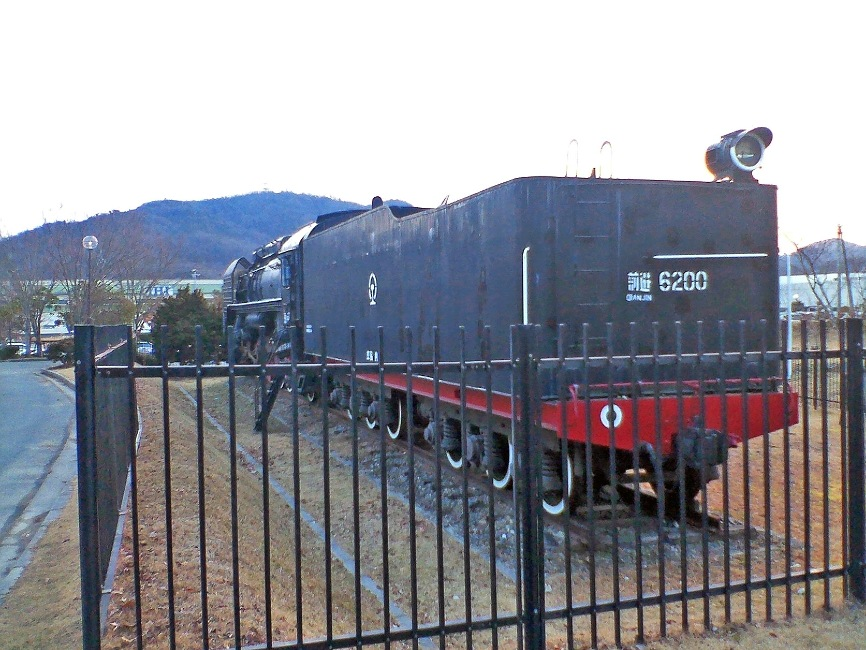

1982年および1983年に開催された中国鉄道博（1982年は日中国交正常化10周年を記念して横浜市の桜木町駅前で、1983年は神戸市と天津市の友好都市提携10周年を記念して神戸市の湊川貨物駅の敷地内で運転された。後に相生市の中央公園で人民型とともに展示されたが、2006年に解体された。なお、QJ6200に関しては中国鉄道博での展示走行のためだけに完全新造された前進型であり、中国本土を走行した経歴がない唯一の前進型でもある。現在は、人民型と共に相生市の中央公園駐車場にて煙室扉と動輪、製造銘板のみを残したモニュメント状態となって保存されている。